# Чомак, Эманоил
Эманоил Чомак (2 февраля 1890 Ботошани — 13 июня 1962, Бухарест) — румынский музыковед, музыкальный критик.

## Биография
В 1906—08 учился в Ясской консерватории у А. Теодорини (скрипка), С. Теодоряну (музыкально-теоретические предметы), Т. Черне (история музыки). В 1912—14 обучался в Лейпцигской консерватории у А. Шеринга (история музыки). С 1936 по 1939 был профессором консерватории «Pro Arte» в Бухаресте, с !945 по 1947 директором Бухарестской филармонии.

## Творчество
Как музыкальный критик Чомак выступал в периодической печати и на радио, пропагандируя сочинения румынских композиторов. Изучал творчество Дж. Энеску, перевел на румынский язык либретто его оперы «Эдип». Чомаку также принадлежат переводы на румынский язык либретто опер «Князь Игорь», «Фауст», «Ариадна на Наксосе» Р. Штрауса, текста оратории «Сотворение мира» Гайдна.